# Hosur, Bijapur
Hosur là một làng thuộc tehsil Bijapur, huyện Bijapur, bang Karnataka, Ấn Độ.